# Schlei

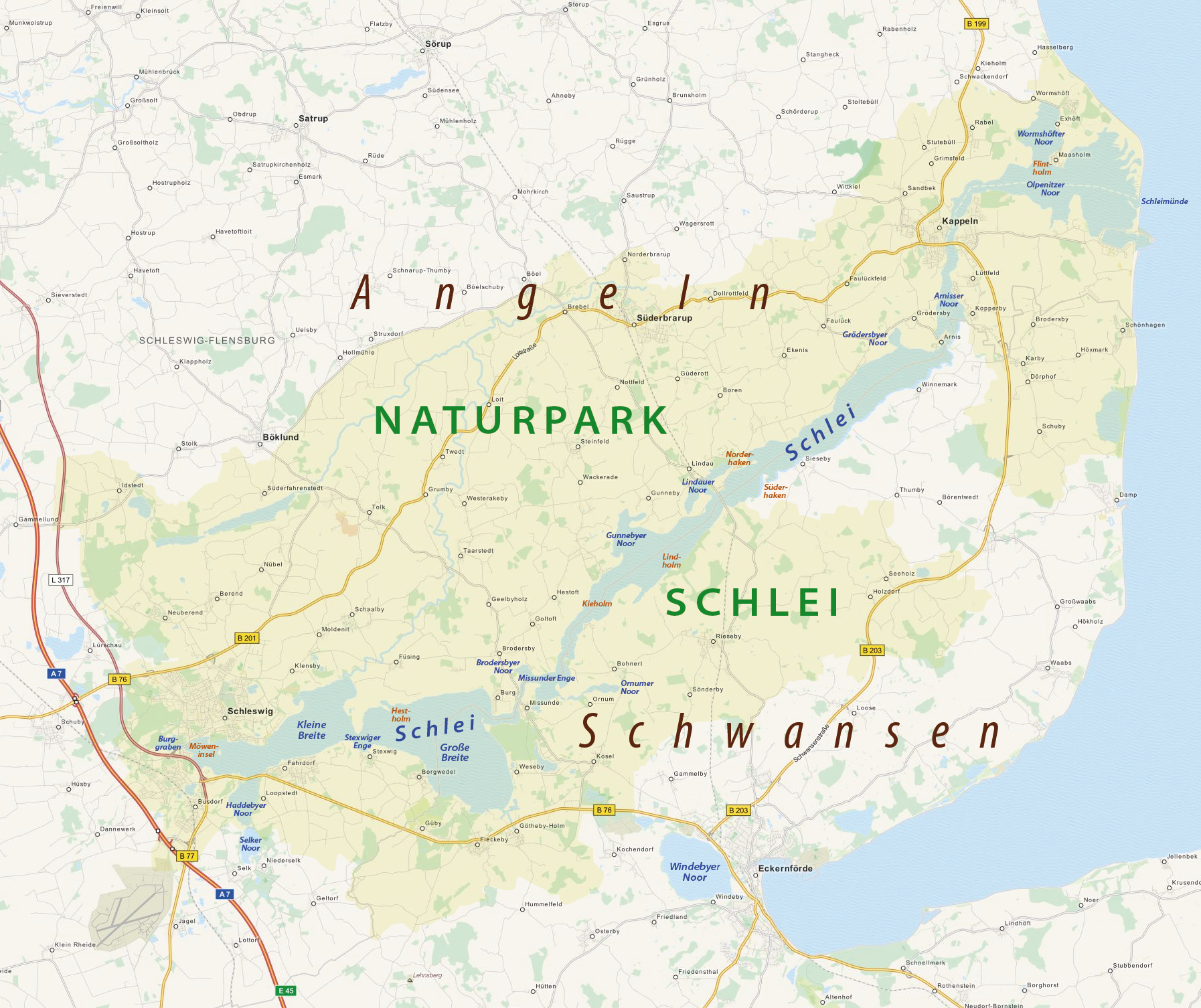
Überblick über die Schlei-Region mit den Grenzen des Naturparks Schlei. Die Schlei bildet die Grenze zwischen den schleswigschen Landschaften Angeln und Schwansen

Die Schlei (niederdeutsch Slie oder Schlie, dänisch Slien bzw. ohne Artikel Sli, zum Teil auch Slesvig Fjord) ist ein schmaler Meeresarm der Ostsee in Schleswig-Holstein, der die beiden schleswigschen Landschaften Angeln und Schwansen trennt.
Die Einordnung der Schlei als Förde ist aufgrund ihrer Entstehungsgeschichte umstritten. Nach der gängigen Lehrmeinung handelt es sich im Deutschen um eine glaziale Rinne, jedoch nicht um einen Fjord. Sie besteht größtenteils aus Brackwasser.

## Beschreibung

### Name
Der Mündungsarm wird Ende des 11. Jahrhunderts („ad Sliam lacum“) erstmals schriftlich erwähnt. Der Name Schlei (altdänisch Slæ, altsächsisch Slia) in der Bedeutung „schlammiges Gewässer“ oder „Gewässer mit schleimigen Wasserpflanzen“ bezog sich ursprünglich wohl nur auf das innere Schleibecken der beiden Breiten (Große und Kleine Breite, dänisch Lille und Store Bredning). Möglich ist, dass der heutige Landschaftsname Angeln früher die Schlei bezeichnete.

### Geomorphologische Entstehung

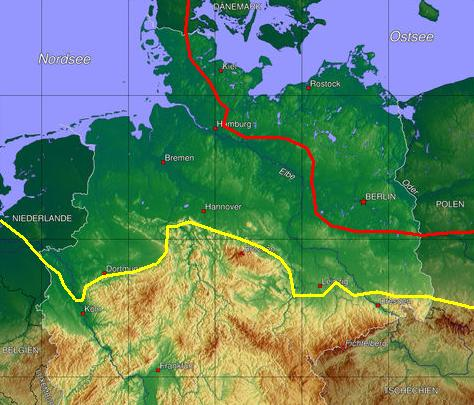
Maximale Eisrandlage der Weichsel-Eiszeit in Norddeutschland (rote Linie)

Die Schlei entstand während der Weichsel-Eiszeit, vor 115.000 bis 11.000 Jahren, durch die von Skandinavien vordrängenden Eismassen. Manchmal wird die Schlei als Förde oder gar als Fjord beschrieben. Allerdings wird ihre Entstehung nicht – wie die der Flensburger oder der Kieler Förde – auf den Gletscherschurf einer Gletscherzunge zurückgeführt. Die Schlei wurde demnach nicht durch Gletscherzungen innerhalb des Inlandeises herausgeschürft, sondern entstand durch subglaziale glazifluviale Erosion bedingt durch Schmelzwasser, als sogenanntes Tunneltal. Solche glazialen Rinnen sind nur im weiteren Sinne Förden.
Keinesfalls kann die Schlei gemäß modernen Konventionen als Fjord gelten, wie im Tourismusjargon häufig fälschlich behauptet wird. Fjorde sind heute als glaziale Hohlformen im Gebirge definiert. Aufgrund der lediglich niedrigen Seitenflanken kann sie geomorphologisch auch nicht als fjordähnlich bezeichnet werden. Im Dänischen bzw. im Südjütischen steht das Wort Fjord gleichermaßen für eine „Förde“ wie auch für einen „Fjord“. Beide Worte sind etymologisch miteinander verwandt und konnten im Germanischen ebenso eine Flussmündung, Meereszunge wie einen Fjord im engeren Sinne bezeichnen.

### Geographie

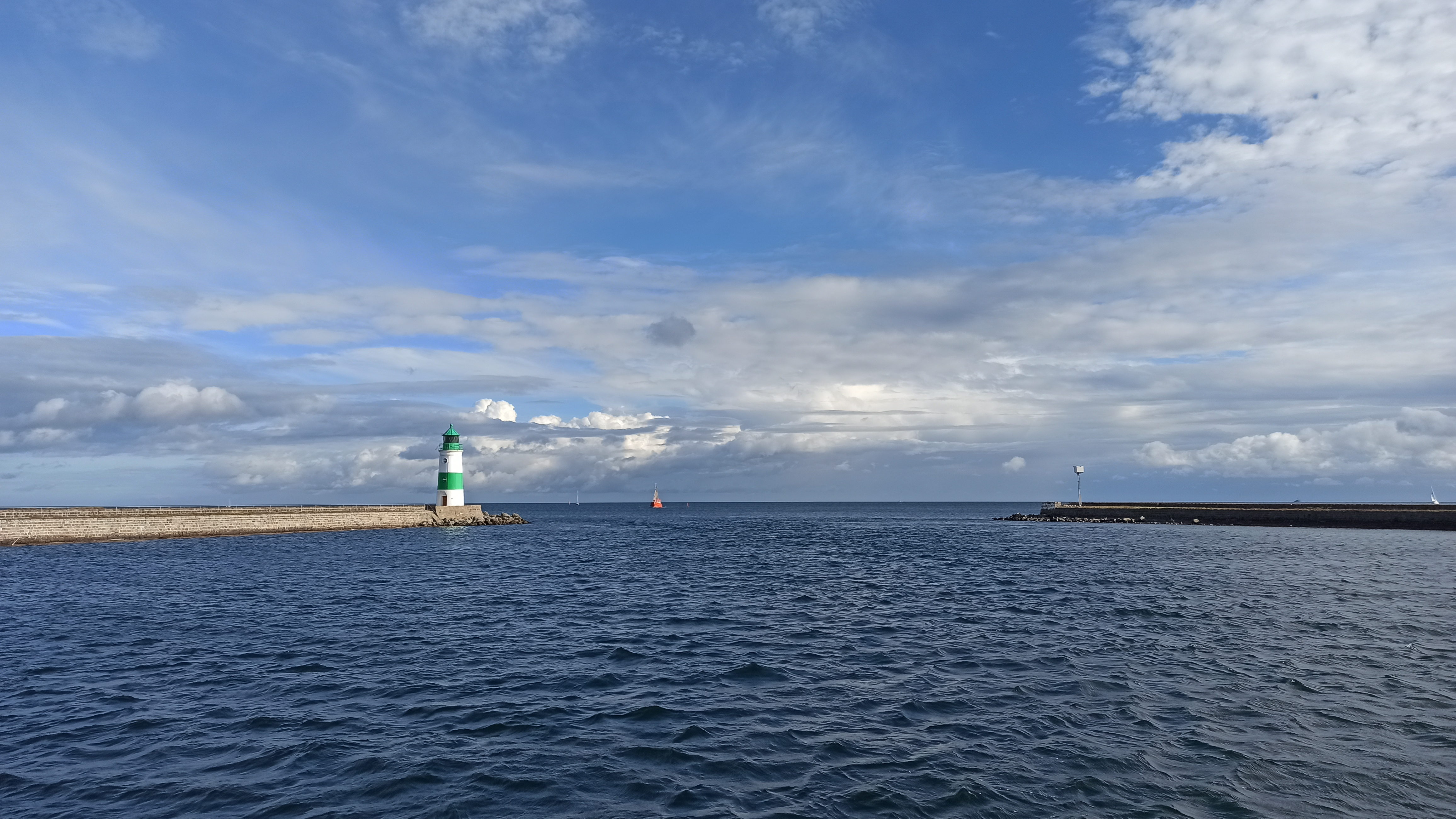
Mündung der Schlei in die Ostsee, links der Leuchtturm von Schleimünde

Die Schlei erstreckt sich mit einer Länge von 42 km von Schleimünde über Kappeln und Arnis bis zur Stadt Schleswig durch das Schleswig-Holsteinische Hügelland und trennt dabei die Landschaften Angeln und Schwansen. Sie hat eine durchschnittliche Breite von 1,3 km und eine durchschnittliche Tiefe von 3 m. Daraus errechnet sich eine Wasserfläche von 54,6 km² und ein Volumen von 163,8 Millionen m³.
Am breitesten ist die Schlei zwischen Missunde und Schleswig, dort befinden sich die beliebten Segel- und Ruderreviere Große Breite (bis zu 4,2 km breit) und Kleine Breite (bis zu 2,1 km breit), die durch die Stexwiger Enge (280 m breit) getrennt sind. Weitere Breiten sind die östlich der Enge von Missunde befindliche Büstorfer Breite und die vor Schleimünde gelegene Maasholmer Breite (Masholm Bredning). 
Der Burgsee (mit Schloss Gottorf auf der Schlossinsel) war einst der am weitesten landeinwärts gelegene Teil der Schlei, wurde aber 1582 von Herzog Adolf I. durch den heute auf rund 28 Meter verbreiterten und knapp 100 Meter langen Gottorfer Damm von der Schlei abgetrennt.
Vor Schleswig liegt die 1,8 Hektar große Möweninsel, etwas weiter östlich in der Großen Breite die unter Naturschutz stehende Insel Hestholm. Weitere Inseln in der Schlei sind Kieholm und Flintholm; die heutige Halbinsel Lotseninsel liegt bei Schleimünde. An der Schlei befinden sich viele naturbelassene Buchten. Links und rechts haben sich seeähnliche Erweiterungen, sogenannte Noore, gebildet, die mit der Schlei in Verbindung stehen (siehe auch Ornumer Noor, Haddebyer Noor, Holmer Noor und Selker Noor).
Der Hauptzufluss der Schlei ist die Füsinger Au (vorher auch Loiter Au), die bei Winningmay in die Schlei mündet. Kleinere Zuflüsse sind Grimsau, sowie Mühlenbach (Schleswig) und Mühlenbach (Kappeln).

### Gewässerchemie

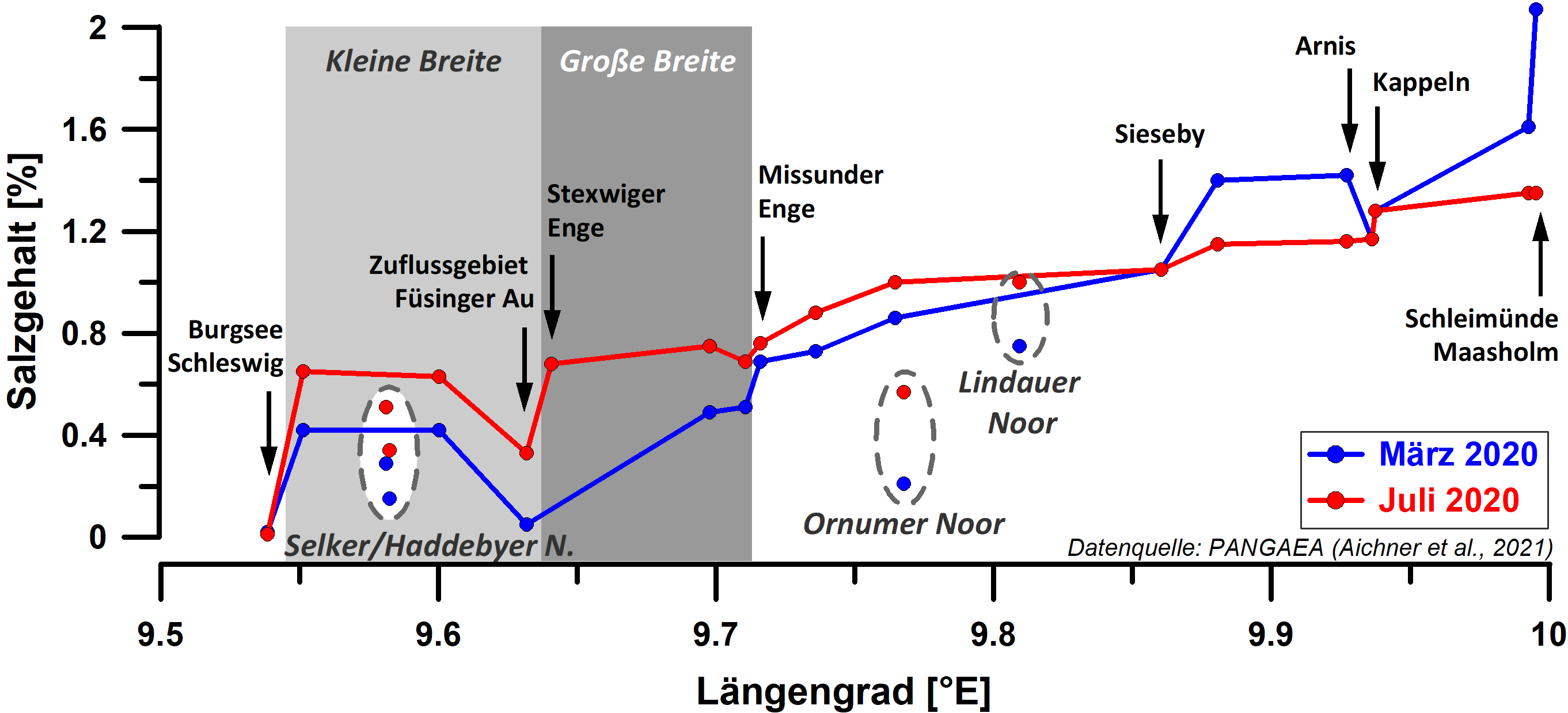
Salzgehalte entlang des Hauptarms der Schlei von Schleswig bis Schleimünde, sowie in einigen angrenzenden Nooren. Gemessen im März und Juli 2020. Datenquelle: PANGAEA.

Das Wasser der äußeren Schlei ist Salzwasser, das der inneren Schlei Brackwasser. Der Salzgehalt nimmt von Schleimünde (1,2–2,0 %) bis Schleswig (0,4–0,8 %) immer weiter ab. Er unterliegt jedoch mitunter Schwankungen und ist von der jahreszeitlich wechselnden Abflussmenge der Zuflüsse, sowie im Mündungsgebiet von schwankenden Salzgehalten der Ostsee beeinflusst.
Die Schlei ist ein eutrophes Gewässer und weist insbesondere in der inneren Schlei hohe Nährstoffgehalte, und damit verbunden, in den Sommermonaten eine hohe Phytoplanktondichte auf.

### Natur
Eine biologische Besonderheit ist der Schleischnäpel, ein Fisch, der mit Forelle und Maräne verwandt ist. Die letzten Schleifischer haben im Holm in Schleswig ihre jahrhundertealte Tradition bewahrt, während andere Standorte wie Kappeln, Arnis, Missunde und Sieseby ihre Bedeutung eingebüßt haben. Bis vor rund hundert Jahren war die Fischerei an der Schlei ein wichtiger Gewerbszweig. Vor allem Hering, Aal, Barsch, Brassen und andere Weißfische wurden hier gefangen. Bis heute gibt es (wenige) Berufsfischer auf der Schlei.
Seit Oktober 2008 ist die Region um die Schlei als Naturpark Schlei anerkannt.

### Tourismus

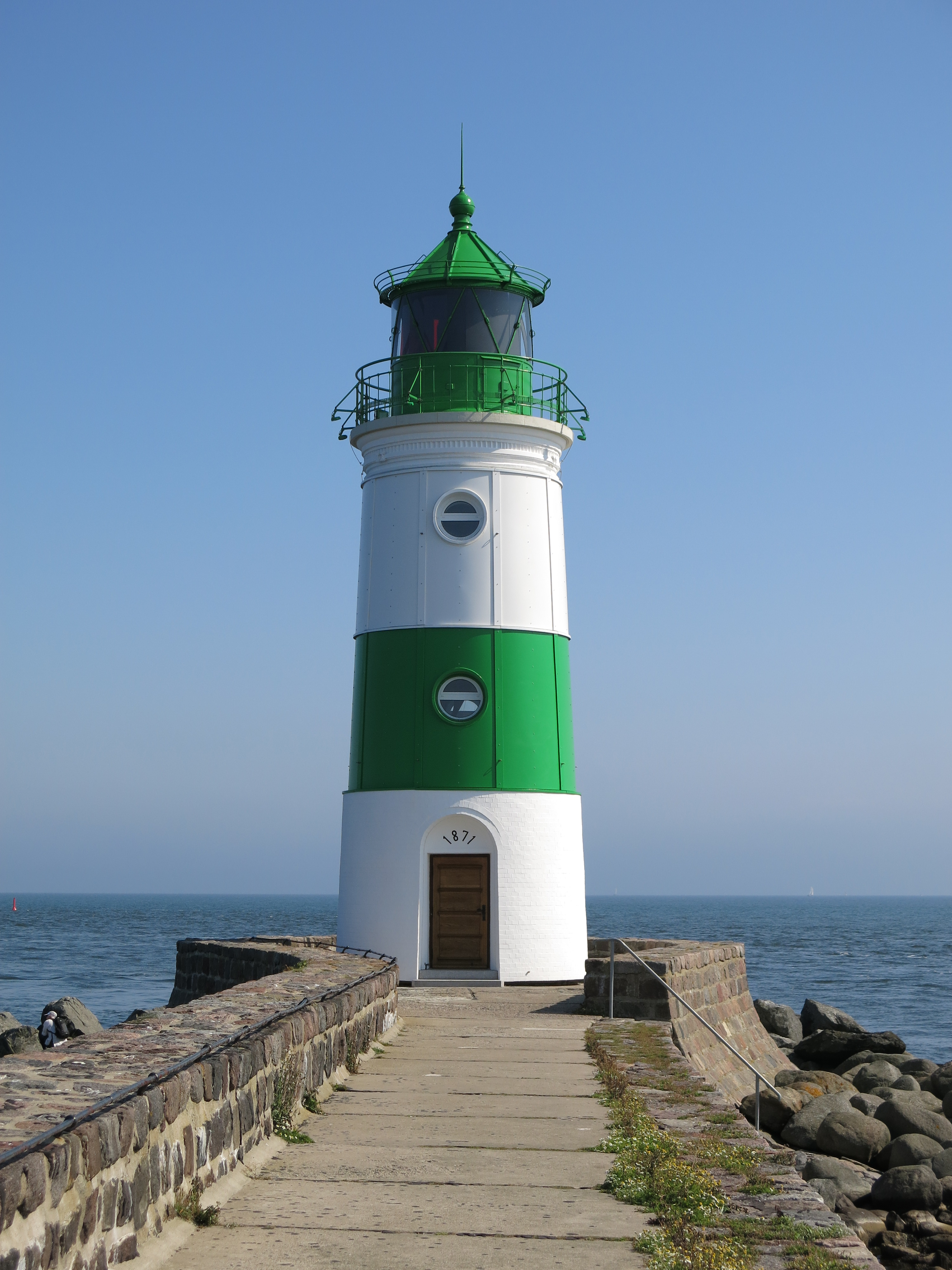
Der Leuchtturm von Schleimünde

Die Schlei ist ein beliebtes Segelrevier. Die teilweise touristisch geprägte Schleiregion ist ein wichtiges Naherholungsgebiet für die nahe Landeshauptstadt Kiel und die Großstadt Hamburg, insbesondere seit dem Bau der Autobahn A 7.
Am Ausgang der Schlei zur offenen Ostsee liegt die unbewohnte Lotseninsel Schleimünde mit einem kleinen Nothafen für Yachten, der Kneipe Giftbude und einem Leuchtturm an der Spitze.
Seit 2007 verbindet der Themenradweg Wikinger-Friesen-Weg auf zwei Teilstrecken nördlich und südlich der Schlei kulturelle und geschichtlich bedeutsame Punkte. Der Weg folgt dabei dem früheren Handelsweg der dänischen Wikinger über Schlei, Treene und Eider bis an die Nordsee.
Zur besseren touristischen Vermarktung wird die Schlei teilweise auch als „Ostseefjord“ bzw. „Ostseefjord Schlei“ bezeichnet.

## Geschichtlicher Überblick

### Mittelalterlicher Handelsweg

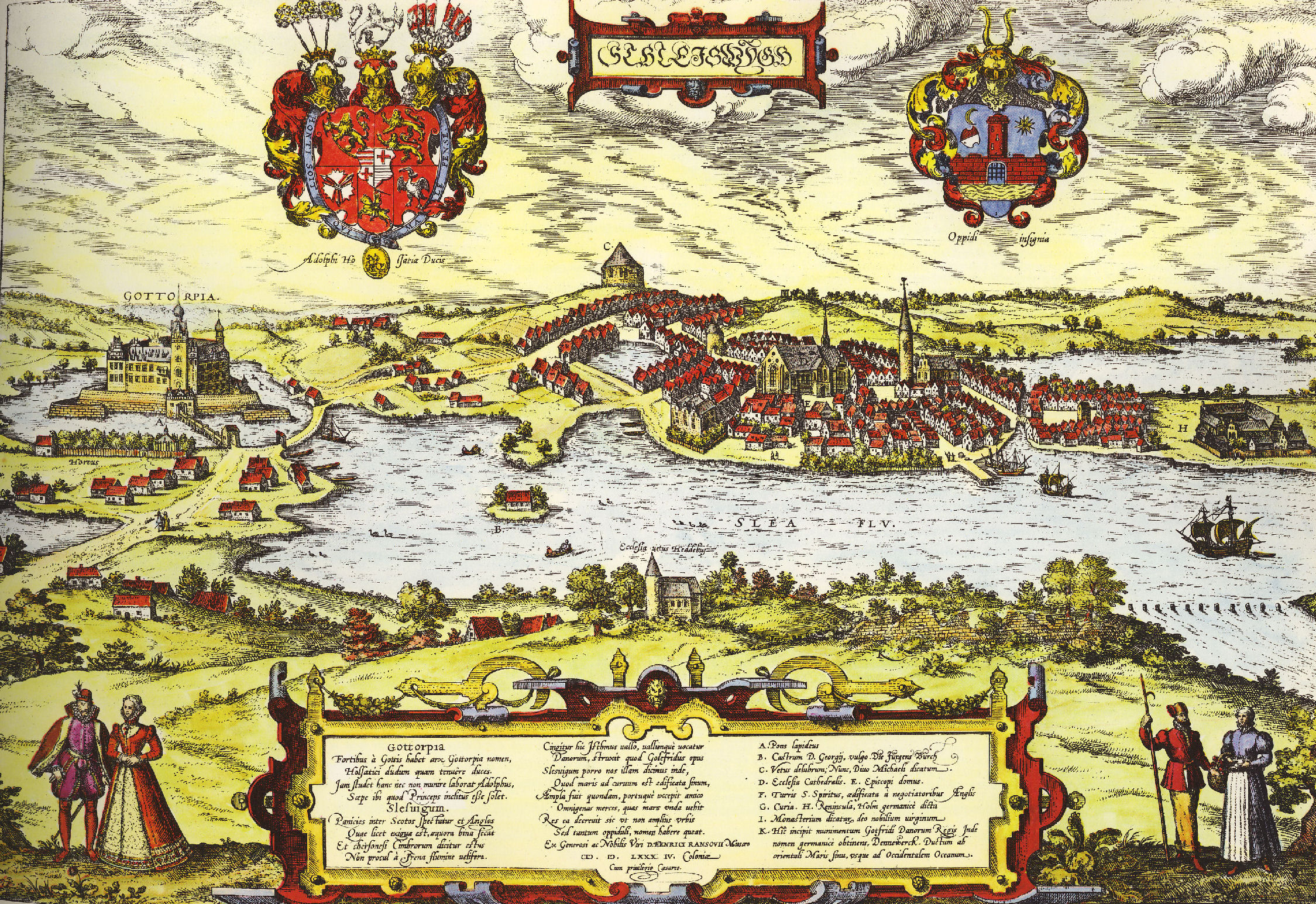
Darstellung der Schlei um 1600

Im Mittelalter hatte die Schlei große Bedeutung als Handelsweg im Ostseeraum. Der Landweg von Schleswig zur Treene, einem Nebenfluss der Eider, betrug nur 16 Kilometer. An dieser Stelle bestand also eine günstige Stelle zum Warenaustausch zwischen Nord- und Ostsee.
Bereits Adam von Bremen bezeichnete um 1075 rückblickend Haithabu, die 1066 zerstörte Wikingersiedlung vor Schleswig, als Meereshafen (lateinisch portus maritimus), von dem aus Schiffe bis Schweden und bis Griechenland geschickt worden seien. Anschließend übernahm das auf dem gegenüberliegenden Ufer befindliche Schleswig diese Rolle, ohne aber Haithabus Bedeutung zu erreichen. Als die Schiffe gegen Ende des 14. Jahrhunderts größer wurden (z. B. die Hansekogge), war die Schlei zudem zu flach, und Schleswig zu weit von der offenen Ostsee entfernt. Dadurch verlor die Schlei allmählich ihre Bedeutung als Schiffshandelsweg. Schleswig verlor seinen Status als Handelsmetropole damit endgültig an Lübeck und Flensburg, blieb aber Bischofssitz.
Auch heute wird die Schlei zwischen Schleimünde und Kappeln aber gelegentlich noch als Transportweg für die gewerbliche Schifffahrt genutzt.

### Kulturhistorische Stätten
Im Umfeld der Schlei befinden sich zahlreiche kulturhistorische und archäologische Stätten. Zu nennen sind unter anderem die Wikingersiedlungen Haithabu und Füsing. Auch der Ort Kosel (historisch Koslev) geht auf eine wikingerzeitliche Siedlung zurück. Im unmittelbaren Umfeld Haithabus wurden mehrere Runensteine gefunden, die Runensteine von Haithabu. Im Hauptort Schleswig sind unter anderem das frühneuzeitliche Schloss Gottorf und das mittelalterliche St.-Johannis-Kloster zu nennen. In Sichtweite des Schlosses siedelten sich ab dem 17. Jahrhundert Wirtschaftseinrichtungen des Hofes an, wodurch der Grundstein für den heutigen Schleswiger Stadtteil Friedrichsberg gelegt war. Östlich der Stadt vor der Halbinsel Reesholm unweit von Füsing befand sich ein dem Danewerk zugerechnetes wikingerzeitliches See-Sperrwerk. Die wikingerzeitlichen Stätten Haithabu und die Anlagen des Danewerks sind seit 2018 als UNESCO-Weltkulturerbe anerkannt. Weitere wikingerzeitliche und frühmittelalterliche Stätten sind die ehemalige Burg auf der Möweninsel vor Schleswig und die inzwischen abgetragenen Burganlagen bei Bohnert (Königsburg) und gegenüber von Arnis (Schwonsburg). Nahe bei der Schwonsburg befand sich auch das frühere Dorf Rinkenis. Vor Schleimünde befand sich im ausgehenden Mittelalter das Dorf Mynnaesby bzw. Mindesby und die dortige Burganlage Oldenburg/Gammelborg. Im Jahr 2000 wurden vor der Ortschaft Karschau die Reste eines Frachtseglers aus dem 12. Jahrhundert entdeckt, die die Rolle der Schlei als Fernhandelsweg im frühen und hohen Mittelalter bestätigen. In Missunde am Südufer der Schlei befindet sich ein Großsteingrab aus der Jungsteinzeit, das Ganggrab von Missunde. Prägend für die Landschaft beiderseits der Schlei sind heute die vielen romanischen Kirchen wie zum Beispiel in Ulsnis.

### Gutslandschaft
Mit Beginn der Neuzeit wurde die Gutsherrschaft die vorherrschende Wirtschaftsform im südlich der Schlei befindlichen Schwansen, wovon bis heute zahlreiche Güter in dieser Region zeugen. Anders als in Schwansen blieben die Bauern in großen Teilen Angelns als freie Bauern von Gutsherrschaft und Leibeigenschaft ausgenommen. Zu den größeren Gütern zählen unter anderem die adligen Güter Louisenlund und Buckhagen, das Gut Saxtorf bei Rieseby und das ehemalige Gut Gereby mit dem Herrenhaus Carlsburg.

## Dokumentarfilme
- Schleswig Holsteins schönste Förde – Die Schlei aus der Naturfilmreihe Expeditionen ins Tierreich. Erstausstrahlung am 19. Juli 2017
- Auf der Schlei bis an die Ostsee aus der Filmreihe Wunderschön!. Erstausstrahlung am 4. Oktober 2020⁠